# Jiddische Bibliothek (Buchreihe)
Die Jiddische Bibliothek ist eine deutschsprachige Buchreihe mit Übersetzungen aus dem Jiddischen. Die Reihe erscheint seit 1995 im Otto Müller Verlag in Salzburg u. a. Sie wird von Armin Eidherr herausgegeben.

## Übersicht
- 1. Hinde Bergner: In den langen Winternächten. Familienerinnerungen aus einem Städtel in Galizien (1870–1900). Mit einem Geleitw. von Isaac Bashevis Singer. Übers. und Nachw. von Armin Eidherr. [Zeichn.: Jossel Bergner]. 1995, ISBN 978-3-7013-0901-6.
- 2. Melech Rawitsch: Das Geschichtenbuch meines Lebens. (Hg. und übersetzt von Armin Eidherr) 1996.
- 3. Abraham Moše Fuks: Unter der Brücke. 1997.
- 4. Frieda Forman: Aus der Finsternis geborgen: Erzählungen jiddischer Autorinnen. 1999.
- 5. Lamed Schapiro: In der toten Stadt: fünf jiddische Erzählungen. 2000.
- 6. Alexander Spiegelblatt: Durch das Okular eines Uhrmachers. Aus dem Jiddischen von Armin Eidherr. 2003.